# Хойерсен
Хойерсен (нем. Heuerßen) — община в Германии, в земле Нижняя Саксония.
Входит в состав района Шаумбург. Подчиняется управлению Линдхорст. Население составляет 1003 человека (на 31 декабря 2010 года). Занимает площадь 3,97 км².
| Год  | Население |
| ---- | --------- |
| 1990 | 886       |
| 1995 | 1055      |
| 2000 | 1032      |
| 2005 | 1020      |
| 2010 | 1024      |